# Marko Banić
Marko Banić (* 31. August 1984 in Zadar, SFR Jugoslawien) ist ein kroatischer Basketballspieler. Der 2,04 m große Power Forward war sieben Jahre lang für den spanischen Verein CB Bilbao Berri aktiv, bevor er 2012 nach Russland zu UNICS Kasan wechselte. Seit Sommer 2015 spielt er erneut dort.

## Karriere
Banić begann seine Karriere beim in seiner Heimatstadt ansässigen KK Zadar. Mit diesem Verein gewann er 2003 den Titel in der Adriatischen Basketballliga. 2005 wechselte Banić nach Spanien zu CB Girona, wurde aber an CB Bilbao Berri ausgeliehen, wo er letztendlich sieben Jahre lang blieb. Seine größten internationalen Erfolge mit Bilbao waren das Erreichen des Final Four im Eurocup 2008/09 und 2009/10 sowie des Viertelfinals in der Euroleague 2011/12. Er selbst wurde 2009 und 2010 jeweils ins All-Eurocup First Team gewählt und 2010 zudem als MVP des Wettbewerbs ausgezeichnet.
Mit der kroatischen Nationalmannschaft nahm Banić an den Europameisterschaften 2007 und 2009 sowie den Olympischen Spielen 2008 teil. Auch für die Weltmeisterschaft 2010 wurde er nominiert.